# Греск (агрогородок)
Греск (бел. Грэск) — агрогородок в Слуцком районе Минской области Белоруссии. Административный центр Гресского сельсовета. Находится в 90 км южнее Минска. В агрогородке протекает река Савва.

## История
Самая распространенная версия о названии деревни гласит, что издавна на этой территории сеяли гречиху. Взращиванием гречихи занималось большинство крестьян. Отсюда и появилось название деревни Греск, а местных жителей стали называть гресчанами.
Также есть версия, что название произошло от того, что жители сажали деревья грецкого ореха, потом орехи сушили и продавали.
В 1536 году Греск принадлежал королеве Боне и являлся центром волости в Троицком воеводстве. Во второй половине XVI в. принадлежал Володковичу, потом слуцким князьям Олельковичам, а в конце XVI в. — Радзивиллам.
В 1634 году 95 дворов, рынок, 6 улиц, в 1721 году 69 дворов, в 1771 году 88 дворов.
Греский православный приход Рождества Пресвятой Богородицы и церковь были образованы в XIX веке. Но в 1933 году пятиглавую церковь была разрушена.
В конце XIX в. Греск — центр волости Слуцкого повета.
С 20 августа 1924 года — центр сельского совета. В этом же году был образован Греский район в составе Слуцкого округа. Центр района в 1924-1931 годах был в местечке Грозово, а в 1935-1956 годах — в Греске.
В связи с ликвидацией Слуцкого округа в 1927 году район передан в Минский округ. А в 1930 году, когда была упразднена окружная система, Греский район перешёл в прямое подчинение республики. В июле 1931 года район был упразднён.
В феврале 1935 года Греский район восстановлен в прямом подчинении БССР. С введением областного деления в январе 1938 года был включен в состав Минской области. В сентябре 1944 года передан в Бобруйскую область.
По данным переписи 1939 года, в Греске проживало 2446 человек: 2186 белорусов, 149 евреев, 59 русских и другие национальности.
Евреи Греска во время нацистской оккупации были согнаны в гетто и в конце 1941 года убиты. В Греской больнице с июля 1941 до июня 1942 года действовала подпольная группа из 9 человек во главе с врачом-евреем Ю. Войчиком, которого немцы не убили из-за крайней потребности в квалифицированном враче. Патриоты лечили советских военнопленных, вооружали их и переправляли в партизанский отряд, передавали партизанам медикаменты, документы, информацию. В мае—июне 1942 года многие члены группы были арестованы и казнены. В 1975 году на здании больницы в память о подпольщиках установлена мемориальная доска.

## Транспорт
Доехать со Слуцка до деревни можно на автобусе:

208 с — Слуцк АВ — Степкова

Копыль АВ — Греск

## Инфраструктура
- Греская сельская библиотека-филиал № 9 сети публичных библиотек Слуцкого района .
- Греский сельский дом культуры
- Магазин «Продукты»
- Магазин «Промтовары»
- Магазин «Сельхозпродукты»
- Аптека № 12[8]
- Участковая ветеринарная лечебница
- Средняя школа
- Детская школа искусств
- Отделение почтовой связи «Греск»
- Отделение № 615/90 ЦБУ 615 филиала № 633 в г. Слуцк АСБ «Беларусбанк»
- Строительная организация ОАО «ПМК — 71»
- Пожарная часть
- Деревообрабатывающее предприятие
- Филиал ОАО Слуцкий мясокомбинат ПСХ[9] «Греск»